# Bahnstrecke Les Aubrais-Orléans–Malesherbes
| Abzweig bei Pithiviers auf die Strecken von Etampes nach Beaune-la- Rolande (links) und von Les Aubrais-Orléans nach Malesherbes (rechts), Januar 2023 |                      | | |
| |                      | | |
| Streckennummer (SNCF): | 683 000              | | |
| Kursbuchstrecke (SNCF): | 56                   | | |
| Streckenlänge: | 62 km                | | |
| Spurweite: | 1435 mm (Normalspur) | | |
| Maximale Neigung: | 7 ‰                  | | |
| Zweigleisigkeit: | ehem. ja             | | |
| |                      | | |
| \| \| \| \| \| \| \| \| Bahnstrecke Les Aubrais-Orléans–Montauban-Ville-Bourbon von Bordeaux-St-J. und Bahnstrecke Chartres–Orléans \| \| \| \| \| \| \| \| \| 121,0 \| Orléans \| 117 m \| \| \| \| \| \| \| \| \| Bahnstrecke Orléans–Gien und Bahnstrecke Les Aubrais- Orléans–Montauban-Ville-Bourbon n. Montauban \| \| \| \| \| \| \| \| \| \| \| \| \| \| \| Triage des Aubrais \| \| \| \| 118,9 \| Les Aubrais \| 118 m \| \| \| \| \| \| \| \| \| \| \| \| \| 117,3 \| Bahnstrecke Les Aubrais-Orléans–Montauban-Ville-Bourbon nach Paris-Austerlitz (Streckenbeginn) \| Bahnstrecke Les Aubrais-Orléans–Montauban-Ville-Bourbon nach Paris-Austerlitz (Streckenbeginn) \| \| \| \| \| \| \| \| \| Bahnstrecke Orléans–Montargis nach Montargis \| \| \| \| 119,4 \| La Foulonnerie (Militärhalt) \| 129 m \| \| \| 126,5 \| Marigny-les-Usage \| 124 m \| \| \| 131,9 \| Loury-Rebréchien \| 124 m \| \| \| 140,1 \| Neuville-aux-Bois \| 127 m \| \| \| 146,0 \| Chilleurs Montigny \| Chilleurs Montigny \| \| \| 148,1 \| La Brosse-Santeau \| 116 m \| \| \| \| A 19 \| \| \| \| 152,8 \| Escrennes \| 115 m \| \| \| 157,2 \| Bahnstrecke Étampes–Beaune-la-Rolande von Beaune-la-R. \| Bahnstrecke Étampes–Beaune-la-Rolande von Beaune-la-R. \| \| \| 157,5 \| Œuf (62 m) \| Œuf (62 m) \| \| \| \| Tramway de Pithiviers à Toury (TPT) v. Toury (Museumsbahn) \| \| \| \| 159,2 \| Pithiviers \| 121 m \| \| \| ~159,7 \| D 921 (ehem. N 721) \| D 921 (ehem. N 721) \| \| \| 159,8 \| Bahnstrecke Étampes–Beaune-la-Rolande u. Ausbauende[2] \| Bahnstrecke Étampes–Beaune-la-Rolande u. Ausbauende[2] \| \| \| ~164,5 \| D 2152 (ehem. N 51) \| D 2152 (ehem. N 51) \| \| \| 164,6 \| Marsainvilliers \| 127 m \| \| \| 169,3 \| Manchecourt \| 129 m \| \| \| 173,5 \| Maisoncelles \| 113 m \| \| \| 175,2 79,3 \| Bahnstrecke Villeneuve-Saint-Georges–Montargis v. Montargis \| Bahnstrecke Villeneuve-Saint-Georges–Montargis v. Montargis \| \| \| \| \| \| \| \| 0,7 79,2 \| Bahnstrecke Bourron-Marlotte-Grez–Malesherbes nach Bourron-Marlotte (Abzw. Filay) \| Bahnstrecke Bourron-Marlotte-Grez–Malesherbes nach Bourron-Marlotte (Abzw. Filay) \| \| \| \| \| \| \| \| ~76,3 \| Av. de General de Gaulle (ehem. N 51) \| Av. de General de Gaulle (ehem. N 51) \| \| \| 76,6 \| Malesherbes \| 118 m \| \| \| \| Bahnstrecke Villeneuve-Saint-Georges–Montargis n. Villeneuve \| \| \| \| \| \| \| \| Beginn der Kilometrierung: Paris-Austerlitz \| \| \| \| |                      | | |
| |                      | | |
| Strecke von links |                      | Bahnstrecke Les Aubrais-Orléans–Montauban-Ville-Bourbon von Bordeaux-St-J. und Bahnstrecke Chartres–Orléans | Bahnstrecke Les Aubrais-Orléans–Montauban-Ville-Bourbon von Bordeaux-St-J. und Bahnstrecke Chartres–Orléans |
| |                      | | |
| Kopfbahnhof Streckenanfang · Strecke | 121,0                | Orléans | 117 m |
| |                      | | |
| Abzweig quer und von links · Abzweig geradeaus, nach links und nach rechts · Abzweig geradeaus und nach rechts |                      | Bahnstrecke Orléans–Gien und Bahnstrecke Les Aubrais- Orléans–Montauban-Ville-Bourbon n. Montauban          | Bahnstrecke Orléans–Gien und Bahnstrecke Les Aubrais- Orléans–Montauban-Ville-Bourbon n. Montauban          |
| |                      | | |
| Strecke nach links · Kreuzung geradeaus oben · Abzweig geradeaus und von rechts |                      | | |
| Strecke · Dienststation / Betriebs- oder Güterbahnhof |                      | Triage des Aubrais                                                                                          | Triage des Aubrais                                                                                          |
| Bahnhof · Strecke | 118,9                | Les Aubrais                                                                                                 | 118 m |
| |                      | | |
| |                      | | |
| Abzweig geradeaus und nach links | 117,3                | Bahnstrecke Les Aubrais-Orléans–Montauban-Ville-Bourbon nach Paris-Austerlitz (Streckenbeginn)              | Bahnstrecke Les Aubrais-Orléans–Montauban-Ville-Bourbon nach Paris-Austerlitz (Streckenbeginn)              |
| |                      | | |
| Abzweig geradeaus und nach rechts |                      | Bahnstrecke Orléans–Montargis nach Montargis                                                                | Bahnstrecke Orléans–Montargis nach Montargis                                                                |
| ehemaliger Haltepunkt / Haltestelle | 119,4                | La Foulonnerie (Militärhalt)                                                                                | 129 m |
| ehemaliger Bahnhof | 126,5                | Marigny-les-Usage                                                                                           | 124 m |
| ehemaliger Bahnhof | 131,9                | Loury-Rebréchien                                                                                            | 124 m |
| Dienststation / Betriebs- oder Güterbahnhof | 140,1                | Neuville-aux-Bois                                                                                           | 127 m |
| ehemaliger Bahnhof | 146,0                | Chilleurs Montigny                                                                                          | Chilleurs Montigny                                                                                          |
| ehemaliger Haltepunkt / Haltestelle | 148,1                | La Brosse-Santeau                                                                                           | 116 m |
| Strecke mit Straßenbrücke |                      | A 19 | A 19 |
| ehemaliger Bahnhof | 152,8                | Escrennes                                                                                                   | 115 m |
| Abzweig geradeaus und ehemals von rechts | 157,2                | Bahnstrecke Étampes–Beaune-la-Rolande von Beaune-la-R.                                                      | Bahnstrecke Étampes–Beaune-la-Rolande von Beaune-la-R.                                                      |
| Brücke über Wasserlauf | 157,5                | Œuf (62 m)                                                                                                  | Œuf (62 m)                                                                                                  |
| Kreuzung · U-Bahn-Strecke von rechts |                      | Tramway de Pithiviers à Toury (TPT) v. Toury (Museumsbahn)                                                  | Tramway de Pithiviers à Toury (TPT) v. Toury (Museumsbahn)                                                  |
| Dienststation / Betriebs- oder Güterbahnhof · U-Bahn-Kopfbahnhof Streckenende | 159,2                | Pithiviers                                                                                                  | 121 m |
| Strecke mit Straßenbrücke | ~159,7               | D 921 (ehem. N 721)                                                                                         | D 921 (ehem. N 721)                                                                                         |
| Abzweig ehemals geradeaus und nach links | 159,8                | Bahnstrecke Étampes–Beaune-la-Rolande u. Ausbauende                                                         | Bahnstrecke Étampes–Beaune-la-Rolande u. Ausbauende                                                         |
| Bahnübergang (Strecke außer Betrieb) | ~164,5               | D 2152 (ehem. N 51)                                                                                         | D 2152 (ehem. N 51)                                                                                         |
| Haltepunkt / Haltestelle (Strecke außer Betrieb) | 164,6                | Marsainvilliers                                                                                             | 127 m |
| Bahnhof (Strecke außer Betrieb) | 169,3                | Manchecourt                                                                                                 | 129 m |
| Bahnhof (Strecke außer Betrieb) | 173,5                | Maisoncelles                                                                                                | 113 m |
| Abzweig geradeaus und von rechts (Strecke außer Betrieb) | 175,2 79,3           | Bahnstrecke Villeneuve-Saint-Georges–Montargis v. Montargis                                                 | Bahnstrecke Villeneuve-Saint-Georges–Montargis v. Montargis                                                 |
| |                      | | |
| Abzweig geradeaus, ehemals nach rechts und von rechts (Strecke außer Betrieb) | 0,7 79,2             | Bahnstrecke Bourron-Marlotte-Grez–Malesherbes nach Bourron-Marlotte (Abzw. Filay)                           | Bahnstrecke Bourron-Marlotte-Grez–Malesherbes nach Bourron-Marlotte (Abzw. Filay)                           |
| |                      | | |
| ehemaliger Bahnübergang | ~76,3                | Av. de General de Gaulle (ehem. N 51)                                                                       | Av. de General de Gaulle (ehem. N 51)                                                                       |
| Bahnhof | 76,6                 | Malesherbes                                                                                                 | 118 m |
| |                      | Bahnstrecke Villeneuve-Saint-Georges–Montargis n. Villeneuve                                                | |
| |                      | | |
| Beginn der Kilometrierung: Paris-Austerlitz |                      | | |

Die Bahnstrecke Les Aubrais-Orléans–Malesherbes ist eine 61,595 km lange, eingleisige, in Südwest-Nordost-Richtung verlaufende Eisenbahnstrecke im französischen Département Loiret. Sie wurde 1872 eröffnet und 1969 für den Personenverkehr geschlossen. Nur noch ein Teil wird heute für den Güterverkehr genutzt. An der Bahnstrecke Étampes–Beaune-la-Rolande in Engenville arbeitet seit den 1960er Jahren eine Futtermittelfabrik, die noch immer an das Gleisnetz angeschlossen ist. Dieser Anschluss erfolgt weiterhin über diese Strecke mit Abzweig in Pithiviers.

## Geschichte
Am 11. Juni 1863 wurde der Compagnie du Chemin de fer de Paris à Orléans eine Eventualkonzession für diese Strecke erteilt und zwei Jahre später, am 8. April 1865 für von öffentlichem Interesse erklärt. Diese hatte an ihrem Ausgangspunkt in Fleury-les-Aubrais Anschluss an das Streckennetz der Gesellschaft. Die Strecke war in die Region gerichtet, die von der konkurrierenden Bahngesellschaft Chemins de fer de Paris à Lyon et à la Méditerranée (PLM) beherrscht wurde. Diese Rivalität und der Deutsch-Französische Krieg verzögerten die Bauarbeiten. Bereits am 14. September 1868 wurde die erste Hälfte zwischen Pithiviers und Malesherbes eröffnet, knapp drei Jahre später, am 12. August 1872 ging der verbliebene Abschnitt in Betrieb. Der Personenverkehr wurde am 4. November 1969 auf gesamter Länge geschlossen, drei Tage zuvor der Gütertransport im nordöstlichen Abschnitt Pithiviers–Malesherbes.
Die Wiedereröffnung dieser Strecke für den Personenverkehr wird von mehreren Vereinen und gewählten Vertretern des Loiret gefordert.

## Sekundärbahnen
In Pithiviers begann ein umfangreiches Netz von Schmalspur- und Meterspur-Sekundärbahnen, die bis Toury, Sermaises, Maisoncelle und bis ins nördlich angrenzende Département Yvelines reichten. Betreiber war die Tramway de Pithiviers à Toury (TPT). Heute ist nur noch ein dreieinhalb Kilometer langes Gleis als Museumsbahn in Betrieb.